# Bomberman Generation
Bomberman Generation es un videojuego lanzado para Nintendo GameCube en 2002. Fue después seguido por Bomberman Jetters. 

## Juego
Bomberman Generation consta de seis mundos y cada uno incluye alrededor de cinco niveles. Los niveles incluyen puzles, minijuegos, batallas Pokémon parecidos utilizando Charaboms que consiguen haciéndolos amigos de Bomberman, una vez derrotados, y Charabom o una bomba se fusionan las áreas donde un elemento de fusión y una bomba quedan fusionadas o Charabom y otro Charabom consiguen fusionarse dando lugar a una bomba más fuerte o Charabom. Pommy (Pomyu) de Bomberman 64: The Second Attack y algunas de sus variantes hacen apariciones como Charaboms. Los mundos tienen jefes únicos, cada uno con una estrategia diferente de derrotarlos. Todo el mundo tiene puzles que el jugador debe resolver con bombas o Charaboms. Bomberman puede adquirir diferentes power-ups que pueden aumentar su velocidad y su poder una bomba.
Bomberman Generation fue uno de los primeros títulos para emplear el estilo de cel-shading para la consola GameCube, un estilo utilizado de nuevo en Bomberman Jetters y The Legend of Zelda: The Wind Waker.
El modo multijugador se asemeja a la de los juegos clásicos de los jugadores ya no pueden utilizar el movimiento tridimensional completo. Las batallas pueden constar de hasta cuatro personajes humanos o del ordenador. Hay cinco modos diferentes entre los que elegir:
- Batalla estándar: Este modo consiste en clásico Bomberman multijugador donde cuatro jugadores intentan derrotar a los otros mediante el uso de bombas. El que es el último hombre en pie gana. En el último minuto de la batalla, los bloques caen a lo largo de los bordes de la pista, por lo que es más pequeña y más pequeña hasta que alguien gane o se agote el tiempo, que termina en un empate. Este modo tiene una variedad de niveles entre los que elegir, y el jugador puede decidir con qué frecuencia aparecen los power-ups.
- Batalla Reversi: Explosiones de bombas voltear los paneles de suelo verde al color de cualquier bombardero lanzó la bomba. Sin embargo, los opositores pueden voltear los paneles previamente volteado por otros jugadores. El que tenga la mayor cantidad de paneles que emparejan sus correspondientes Bomber cuando se acabe el tiempo es el ganador.
- Batalla de Coins (monedas): Por la voladura de barriles de tesoros, los jugadores tratan de encontrar la mayor cantidad de monedas antes de que acabe el tiempo. Ser asesinado hace que el jugador pierda la mitad de sus monedas. A medida que el juego progresa, Hige Hige Bandits parecen robar las monedas, pero volarlos lanza las monedas y power-ups adicionales.
- Batalla de esquivar: Los Bombers no pueden lanzar bombas, sino bombas caen del cielo, y todo el mundo debe evitar las explosiones. Bombers están equipados únicamente con patadas, puñetazos, bomba y velocidad y utilizar power-ups para evitar las explosiones. El área de la explosión de cada bomba se muestra en el piso de la arena. A medida que el juego progresa, una gran variedad de bombas y los patrones de las bombas caerán.
- Batalla de venganza: Los bombarderos están en modo Bomber venganza, y consigue puntos dependiendo del número de moles que pueden aturdir o explosión. Las bombas sólo llegan hasta el cursor permite, y se limita a las impresionantes moles con una bomba no da al jugador el máximo de puntos haciendo explotar una.

## Historia
Según la primera escena del juego, historias sobre el origen de la energía del universo han circulado durante años, pero no fue hasta hace poco que se ha encontrado la fuente del poder. Seis cristales, llamados los "Elementos Bomba", se dice que contienen insondables, aunque desconocidos, poderes. Así que el profesor Ein envía un carguero espacial para recuperarlos y volver a Bomber Planet para su análisis.
Sin embargo, en el camino a Planet Bomber, el carguero es atacado por un asesino a sueldo y se destruye. Los elementos de bomba se caen, pero se aspiran por la atracción gravitatoria de la cercano planeta Tentacalls. Profesor Ein recibe la noticia de que los bandidos Hige Hige, dirigidos por Mujoe, el archienemigo de Bomberman, están haciendo grandes movimientos de escala hacia el planeta Tentacalls, y resulta que ellos fueron los responsables del ataque carguero. No sólo eso, sino que los bandidos se han aliado con los rivales de Bomberman, los Crush Bombers, que también están en el movimiento para obtener los elementos para Mujoe.
El Profesor Ein da órdenes a Bomberman para el planeta Tentacalls a derrotar a los Bombers Crush y los Hige Hige Bandits, y para obtener los elementos de bomba antes de que lo hagan, porque si un solo elemento cae en sus manos, entonces el universo sería como quiera Mujoe. Así comienza el capítulo más reciente de Bomberman para restaurar la paz y el orden en la galaxia.

## Recepción
Bomberman Generation tiene una relación crítica positiva del 78% en Game Rankings, incluyendo sitios como IGN, GameSpot, GameSpy y, pasando por revistas como Electronic Gaming Monthly y Nintendo Power.